# Kolumbia na Letnich Igrzyskach Olimpijskich 1996
Kolumbię na Letnich Igrzyskach Olimpijskich 1996 reprezentowało 48 zawodników: 39 mężczyzn i 9 kobiet. Był to 14 start reprezentacji Kolumbii na letnich igrzyskach olimpijskich.

## Skład kadry

### Boks
Mężczyźni
- Beibis Mendoza – waga papierowa (do 48 kg) – 9. miejsce
- Daniel Reyes – waga musza (do 51 kg) – 5. miejsce
- Marcos Vernal – waga kogucia (do 54 kg) – 17. miejsce
- Dairo José Esalas – waga lekkopółśrednia (do 63,5 kg) – 17. miejsce

### Jeździectwo
- Manuel Torres – skoki przez przeszkody indywidualnie – 40. miejsce
- Alejandro Davila – skoki przez przeszkody indywidualnie – nie ukończyła konkurencji

### Kolarstwo
Mężczyźni
- Ruber Marín – kolarstwo szosowe wyścig ze startu wspólnego – 47. miejsce
- Javier Zapata
  - kolarstwo szosowe wyścig ze startu wspólnego – 84. miejsce
  - kolarstwo szosowe jazda indywidualna na czas – 37. miejsce
- Óscar Giraldo – kolarstwo szosowe wyścig ze startu wspólnego – 86. miejsce
- Dubán Ramírez
  - kolarstwo szosowe wyścig ze startu wspólnego – nie ukończył wyścigu
  - kolarstwo szosowe jazda indywidualna na czas – 29. miejsce
- Raúl Montana – kolarstwo szosowe wyścig ze startu wspólnego – nie ukończył wyścigu
- Jhon García, Marlon Pérez, Yovani López, José Velásquez – kolarstwo torowe wyścig na 4000 m na dochodzenie drużynowo – 17. miejsce
- Marlon Pérez – kolarstwo torowe wyścig punktowy – nie ukończył wyścigu
- Jhon Arias – kolarstwo górskie cross-country – 23. miejsce
- Juan Arias – kolarstwo górskie cross-country – 34. miejsce

Kobiety
- Maritza Corredor
  - kolarstwo szosowe wyścig ze startu wspólnego – nie ukończyła wyścigu
  - kolarstwo szosowe jazda indywidualna na czas – 24. miejsce

### Lekkoatletyka
Mężczyźni
- William Roldán – bieg na 5000 m – odpadł w eliminacjach
- Herder Vázquez – bieg na 10 000 m – odpadł w eliminacjach
- Carlos Grisales – maraton – 11. miejsce
- Julio Hernández – maraton – 102. miejsce
- Héctor Moreno
  - chód na 20 km – nie ukończył konkurencji (dyskwalifikacja)
  - chód na 50 km – 16. miejsce
- Gilmar Mayo – skok wzwyż – 21. miejsce

Kobiety
- Zandra Borrero – bieg na 100 m – odpadła w eliminacjach
- Mirtha Brock – bieg na 100 m – odpadła w eliminacjach
- Patricia Rodríguez – bieg na 200 m – odpadła w ćwierćfinale
- Felipa Palacios – bieg na 200 m – odpadła w eliminacjach
- Ximena Restrepo – bieg na 400 m – odpadła w eliminacjach (nie ukończyła biegu)
- Ingladini González – maraton – 22. miejsce
- Mirtha Brock, Felipa Palacios, Patricia Rodríguez, Zandra Borrero – sztafeta 4 × 100 m – odpadły w eliminacjach
- Zuleima Aramendiz – rzut oszczepem – 28. miejsce

### Pływanie
Mężczyźni
- Diego Perdomo – 100 m stylem dowolnym – 54. miejsce
- Alejandro Bermúdez
  - 400 m stylem dowolnym – 21. miejsce
  - 400 m stylem zmiennym – 13. miejsce
- Mauricio Moreno – 100 m stylem klasycznym – 32. miejsce
- Diego Perdomo – 100 m stylem motylkowym – 30. miejsce
- Armando Serrano – 200 m stylem zmiennym – 33. miejsce

Kobiety
- Isabel Ceballos
  - 100 m stylem klasycznym – 38. miejsce
  - 200 m stylem klasycznym – 30. miejsce

### Podnoszenie ciężarów
Mężczyźni
- Juan Carlos Fernández – waga do 56 kg – 8. miejsce
- Nelson Castro – waga do 56 kg – 16. miejsce
- Roger Berrio – waga do 64 kg – 26. miejsce
- Álvaro Velasco – waga do 76 kg – 12. miejsce
- Deivan Valencia – waga do 99 kg – 18. miejsce

### Strzelectwo
Mężczyźni
- Bernardo Tovar
  - pistolet pneumatyczny 10 m – 19. miejsce
  - pistolet szybkostrzelny 25 m – 23. miejsce
  - pistolet dowolny 50 m – 16. miejsce
- Danilo Caro – trap – 31. miejsce

### Szermierka
Mężczyźni
- Mauricio Rivas – szpada indywidualnie – 13. miejsce
- Juan Miguel Paz – szpada indywidualnie – 41. miejsce

### Zapasy
Mężczyźni
- José Escobar – styl klasyczny waga do 68 kg – 21. miejsce
- Juan Diego Giraldo – styl klasyczny waga do 100 kg – 17. miejsce
- José Manuel Restrepo – styl wolny waga do 48 kg – 15. miejsce